# Macroceromys fasciatus
Macroceromys fasciatus is een vliegensoort uit de familie van de Xylomyidae. De wetenschappelijke naam van de soort is voor het eerst geldig gepubliceerd in 1829 door Say.